# Claudine Thévenet
Claudine Thévenet, in religione Maria di Sant'Ignazio (Lione, 22 gennaio 1774 – Lione, 3 febbraio 1837), è stata una religiosa francese, fondatrice della congregazione delle Religiose di Gesù-Maria, proclamata santa nel 1993.

## Culto
Beatificata nel 1981, è stata proclamata santa da papa Giovanni Paolo II il 21 marzo del 1993.
Il Martirologio Romano pone la sua memoria al giorno 3 febbraio.